# Daisy Ridley
Daisy Jazz Isobel Ridley (10. travnja 1992.) je engleska glumica.
Prije nego što je nastupila u svojoj do danas najpoznatijoj ulozi Rey u filmskom serijalu Zvjezdani ratovi, pojavljivala se u manjim ulogama u televizijskim serijama i kratkim igranim filmovima. Uz nastup u dvije epizode Zvjezdani ratovi njezina najpoznatija uloga je ona u filmskoj adaptaciji romana Agathe Christie Ubojstvo u Orient Expressu iz 2017. godine u kojem je glumila Mary Debenham.

## Filmografija
- 2013: Casualty (televiziska serija, epizoda 27x28)
- 2013: Lifesaver (kratki film)
- 2013: Blue Season (kratki film)
- 2013: Youngers (televiziska serija, epizoda 1x05)
- 2013: Toast of London (televiziska serija, epizoda 1x03)
- 2014: Silent Witness (televiziska serija, 2 epizode)
- 2014: Mr Selfridge (televiziska serija, 2 epizode)
- 2015: Scrawl
- 2015: Ratovi zvijezda: Sila se budi
- 2017–2018: Star Wars: Forces of Destiny (televiziska serija, 8 epizoda, glas od Rey)
- 2017: Ubojstvo u Orient Expressu
- 2017: Ratovi zvijezda: Posljednji Jedi
- 2018: Peter Zecimir, (glas)
- 2018: Ophelia
- 2019: Ratovi zvijezda: Uspon Skywalkera
- 2020: Asteroid Hunters
- 2021: Chaos Walking
- 2022: The Bubble
- 2023: Sometimes I Think About Dying
- 2023: The Inventor
- 2023: The Marsh King's Daughter
- 2023: Young Woman and the Sea

## Vanjske poveznice
- Daisy Ridley u internetskoj bazi filmova IMDb-u (engl.)